# Subhimalus fuscus
Subhimalus fuscus är en insektsart som beskrevs av Ghauri 1971. Subhimalus fuscus ingår i släktet Subhimalus och familjen dvärgstritar. Inga underarter finns listade i Catalogue of Life.